# Neu Lübbenau
Neu Lübbenau (niedersorbisch Nowy Lubnjow), in älteren Publikationen auch bezeichnet als „Neulübbenau“, ist ein Ortsteil der Gemeinde Unterspreewald in Brandenburg.

## Lage
Das Dorf hat 378 Einwohner (Stand 2017) und liegt östlich der Spree im Biosphärenreservat Spreewald. Von der Ortslage zur Spree führt die kleine Wasserstraße Neulübbenauer Kahnfahrt. Durch den Ort führt die Bundesstraße 179. Ortsbürgermeister ist Daniel Neumann.

## Geschichte
Die Gründung Neu Lübbenaus erfolgte im 18. Jahrhundert. Die Initiative soll auf Friedrich Wilhelm I. von Preußen zurückgehen, der, nach dem Beispiel des nicht zu Preußen gehörenden, weiter südlich gelegenen Lübbenaus, auch in Preußen einen Anbau von Gurken wünschte. Er soll sich über die hohen Kosten geärgert haben, die für Gurken zu zahlen waren, mit denen die preußischen Truppen verpflegt wurden. Nach einem Aufenthalt des Königs in Lübben (Spreewald) sollen die Pläne konkreter geworden sein. 1729 erfolgte der Befehl, Bauern im dünn besiedelten Unterspreewald anzusiedeln. Preußen warb etwa 40 in Lübbenau ansässige Bauern ab und siedelte sie im heutigen Neu Lübbenau an. Der Ort wurde zunächst als „Libbenauerei im Schadowschen Busch“ bezeichnet. Ab 1751 trug das Dorf zur Erinnerung an die alte Heimat dann den Namen Neu Lübbenau.
Aufgrund der für Gurken nicht optimalen Bodenverhältnisse in Neu Lübbenau blieb dem Projekt jedoch ein dauerhafter Erfolg im Gurkenanbau versagt. Einige der Familien siedelten später wieder nach Lübbenau über. Der Ort Neu Lübbenau blieb jedoch erhalten. 1910 gab es 632 Einwohner, 1933 553 und 1939 noch 519 Bewohner.
In der Nähe Neu Lübbenaus entstand ein königliches Jagdhaus, welches zu DDR-Zeiten für Staatsjagden genutzt wurde und heute als Sitz des Hauptforstamtes dient. Am 31. Dezember 2001 wurde Neu Lübbenau mit den Gemeinden Neuendorf am See und Leibsch zur Gemeinde Unterspreewald vereinigt.

## Bauwerke
Die Dorfkirche Neu Lübbenau entstand im Jahr 1939. Das Dach des Kirchenschiffs ist als kieloben liegendes Boot gestaltet.

## Persönlichkeiten
- Martin Delius (* 1984), Politiker (Piratenpartei, Die Linke), wuchs in Neu Lübbenau auf